# قرار مجلس الأمن التابع للأمم المتحدة رقم 1529
قرار مجلس الأمن التابع للأمم المتحدة رقم 1529، الذي تم تبنيه بالإجماع في 29 فبراير 2004، بعد الإعراب عن القلق بشأن الوضع في هايتي، أذن المجلس بنشر قوة دولية في البلاد لتحقيق الاستقرار في أعقاب الانقلاب الذي أدى إلى الإبعاد. الرئيس جان برتران أريستيد من منصبه.

## القرار

### أعمال
وطالب المجلس، عملا بالفصل السابع من ميثاق الأمم المتحدة، المجتمع الدولي بدعم العملية السياسية في هايتي. وأذن بنشر قوة متعددة الجنسيات لمدة لا تزيد عن ثلاثة أشهر لخلق بيئة مستقرة في البلاد؛ تسهيل تقديم المساعدة الإنسانية؛ تسهيل المساعدة الدولية للشرطة الوطنية الهايتية وخفر السواحل وتهيئة الظروف لعمل المنظمات الدولية. وطُلب من الأمين العام كوفي عنان، الذي عين ممثلا خاصا لهايتي، أن يعد خططًا لقوة استقرار تتبع القوة الدولية.
طُلب من جميع الدول الأعضاء المساهمة في القوة متعددة الجنسيات واتخاذ جميع التدابير اللازمة للوفاء بتفويضها. وفي غضون ذلك، تم حث أطراف الصراع في هايتي على إنهاء العنف واحترام القانون الدولي والخلافة السياسية في البلاد. كما طلب من الطرفين التعاون مع القوة الدولية لضمان سلامتها وحرية حركتها. كما طلب المجلس تقارير منتظمة من القوة المتعددة الجنسيات عن تنفيذ ولايتها.
واختتم القرار بمطالبة المجتمع الدولي بدعم التنمية طويلة الأجل لهايتي.

## روابط خارجية
- نص القرار في undocs.org